# Fluvitrygon
Fluvitrygon – rodzaj ryb chrzęstnoszkieletowych z podrodziny Urogymninae w obrębie rodziny ogończowatych (Dasyatidae).

## Rozmieszczenie geograficzne
Do rodzaju należą gatunki występujące w słodkich i słonawych wodach okalających Kambodżę, Tajlandię, Filipiny, Malezję, Indonezję, Sumatrę i Borneo.

## Morfologia
Długość ciała do 60 cm.

## Systematyka
Rodzaj zdefiniował w 2016 roku międzynarodowy zespół ichtiologów (Australijczyk Peter R. Last, Brytyjczyk Gavin J.P. Naylor i Filipinka Bernadette Mabel Manjaji-Matsumoto) w artykule poświęconym rewizji taksonomicznej rodziny ogończowatych w oparciu o dane morfologiczne i molekularne opublikowanym w czasopiśmie Zootaxa. Gatunkiem typowym jest (oryginalne oznaczenie) F. signifer.

### Etymologia
Fluvitrygon: łac. fluvius, fluvii ‘rzeka’, od fluere ‘płynąć’; gr. τρυγων trugōn, τρυγονσς trugonos ‘płaszczka’.

### Podział systematyczny
Do rodzaju należą następujące gatunki:
- Fluvitrygon kittipongi (Vidthayanon & Roberts, 2006)
- Fluvitrygon oxyrhynchus (Sauvage, 1878)
- Fluvitrygon signifer (Compagno & Roberts, 1982)